# Charles Sedgwick Minot
Charles Sedgwick Minot, född 23 december 1852 i Roxbury vid Boston, död 19 november 1914 i Milton, Massachusetts, var en amerikansk biolog. 
Minot studerade biologi vid olika tyska och amerikanska universitet, blev 1905 professor i jämförande anatomi vid Harvard University i Cambridge. Han författade flera skrifter i embryologi och anatomi, av vilka kan nämnas Human Embryology (1892), Laboratory Textbook of Embryology (1903; andra upplagan 1910) och Age, Growth and Death (1908). Han gjorde sig inom fackkretsarna även känd som konstruktör av mycket använda mikrotom.